# Стимулация
Стимулацията е насърчаването на развитието или причината за дейността като цяло. Стимулиране означава да действаш като стимул за; стимул означава нещо, което подбужда реципиента към активност; стимули е множествено число на стимул.
Примери:
- „Пресата стимулира политическия дискурс“.
- Една интересна или забавна дейност може да се опише като „стимулираща“, независимо от нейното физическо въздействие върху сетивата.

## Същност
Стимулирането като цяло се отнася до това как организмите възприемат входящите стимули. Като такъв той е част от механизма стимул-отговор. Простите организми като цяло реагират по три начина на стимулация: твърде малкото стимулиране ги кара да стагнират, твърде много да умират от стрес или неспособност да се адаптират, а средното количество ги кара да се адаптират и растат, докато го преодоляват. Подобни категории или ефекти се отбелязват при психологически стрес при хора. По този начин стимулацията може да се опише като начина, по който външните събития провокират реакция от индивида в опит да се справи.
Хиропракторът Джеймс Уилсън е предположил, че дългосрочната свръхстимулация може в крайна сметка да доведе до феномен, наречен надбъбречна умора, но няма доказателства, че такова състояние съществува.